# 11769 Алфредджой
11769 Алфредджой (2199 T-2, 1997 LC11, 11769 Alfredjoy) — астероїд головного поясу.
Тіссеранів параметр щодо Юпітера — 3,412.